# Куз Сергій Миколайович
Сергі́й Микола́йович Ку́з — полковник Збройних Сил України.

## З життєпису
У березні 2014-го — командир батальйону у Стрілковому на новосформованому блокпосту із анексованим Кримом. У жовтні 2015-го — заступник командира бригади морської піхоти.
На 2023 рік був начальником факультету підготовки спеціалістів десантно-штурмових військ Військової академії (м. Одеса).

## Нагороди
За особисту мужність і високий професіоналізм, виявлені у захисті державного суверенітету та територіальної цілісності України, вірність військовій присязі, відзначений — нагороджений орденом Богдана Хмельницького III ступеня (3.7.2015).